# الزهايرة
قرية الزهايرة هي إحدى القرى التابعة لمركز السنبلاوين في محافظة الدقهلية في جمهورية مصر العربية.

## التاريخ
قرية الزهايرة من القرى القديمة، حيث وردت باسم «منية الشاميين» في أعمال المرتاحية ضمن قرى الروك الصلاحي التي أحصاها ابن مماتي في كتاب قوانين الدواوين، كما وردت باسم «منية الشاميين الخواتم» في أعمال الدقهلية والمرتاحية ضمن قرى الروك الناصري التي أحصاها ابن الجيعان في كتاب «التحفة السنية بأسماء البلاد المصرية». وفي العصر العثماني وردت باسم «قنيبرة» في التربيع العثماني الذي أجراه الوالي العثماني سليمان باشا الخادم في عصر السلطان العثماني سليمان القانوني ضمن قرى ولاية الدقهلية، وفي تاريخ 1228هـ/1813م الذي عدّ قرى مصر بعد المسح الذي قام به محمد علي باشا باسم «قنيبرة» ضمن قرى مديرية الدقهلية. ويُذكر أن قرية قنبيرة كانت تعرف أيضًا باسم «بيضة الزهايرة» نسبة إلى عرب بني زهير الذين نزلوا أرضها، فصارت تعرف الآن باسم «الزهايرة».

## السكان
| السنة      | 1882 | 1897 | 1907 | 1927 | 1947 | 1960 | 1976 | 1986 | 1996 | 2006  | 2018  |
| ---------- | ---- | ---- | ---- | ---- | ---- | ---- | ---- | ---- | ---- | ----- | ----- |
| عدد السكان | 862  | 1237 | 1478 | 1878 | 3027 | 3949 | 5638 | 7767 | 9376 | 11431 | 17355 |

## الخدمات
بالقرية مدرستان ابتدائيتان، ومدرسة إعدادية. ومدرسة ثانوية. بالإضافة إلى مركز حكومي لخدمة المواطنين. ومركز اجتماعي للشباب.

## صور

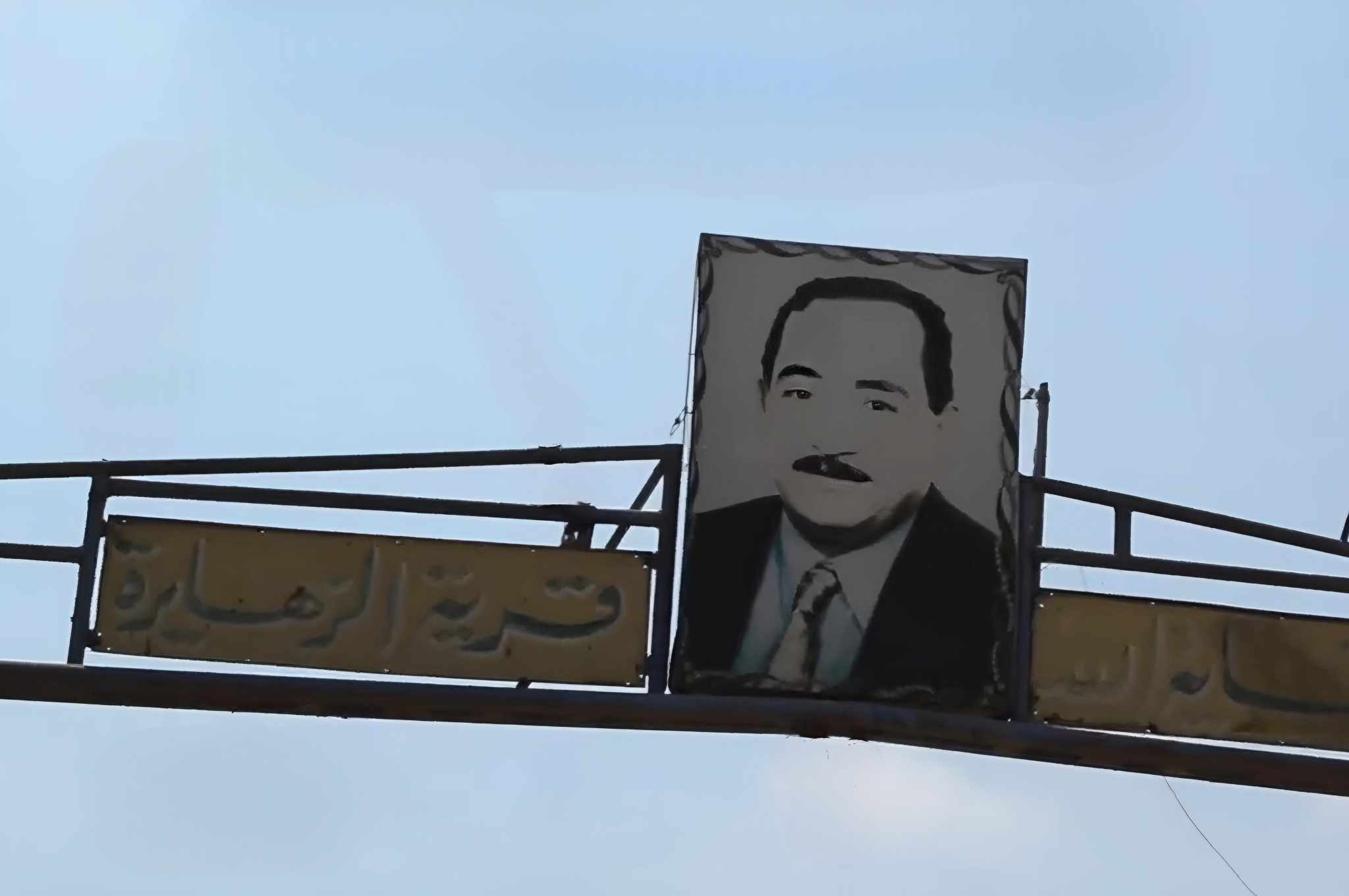
مدخل قرية الزهايرة
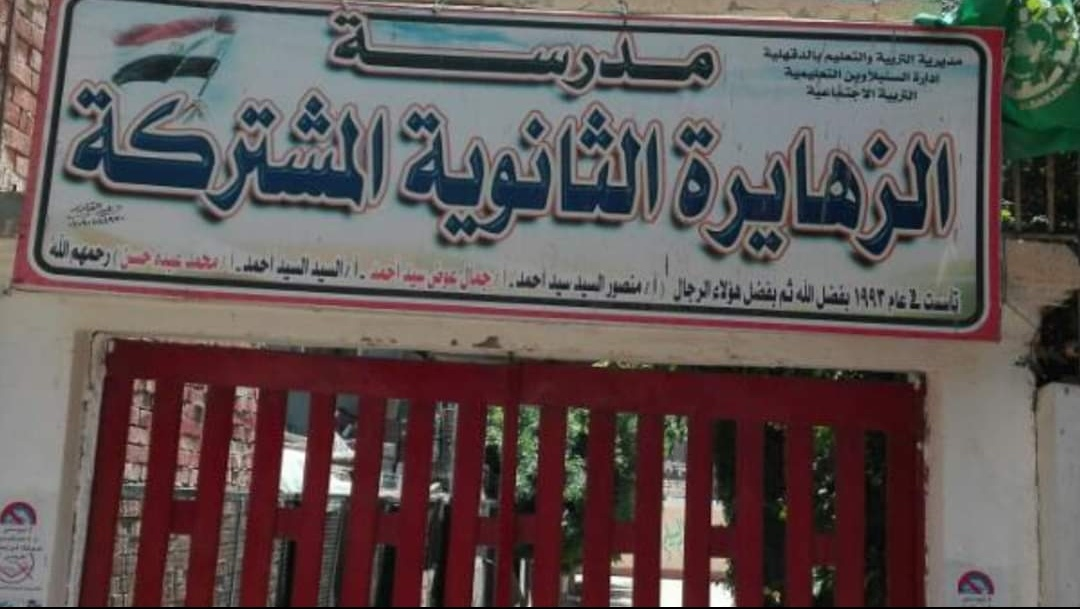
مدرسة الزهايرة الثانوية المشتركة
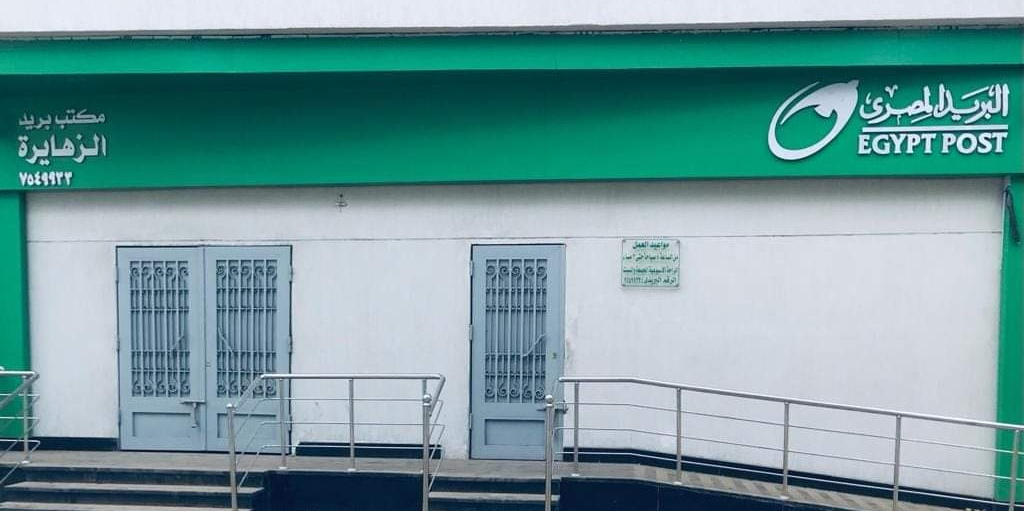
مكتب بريد الزهايرة
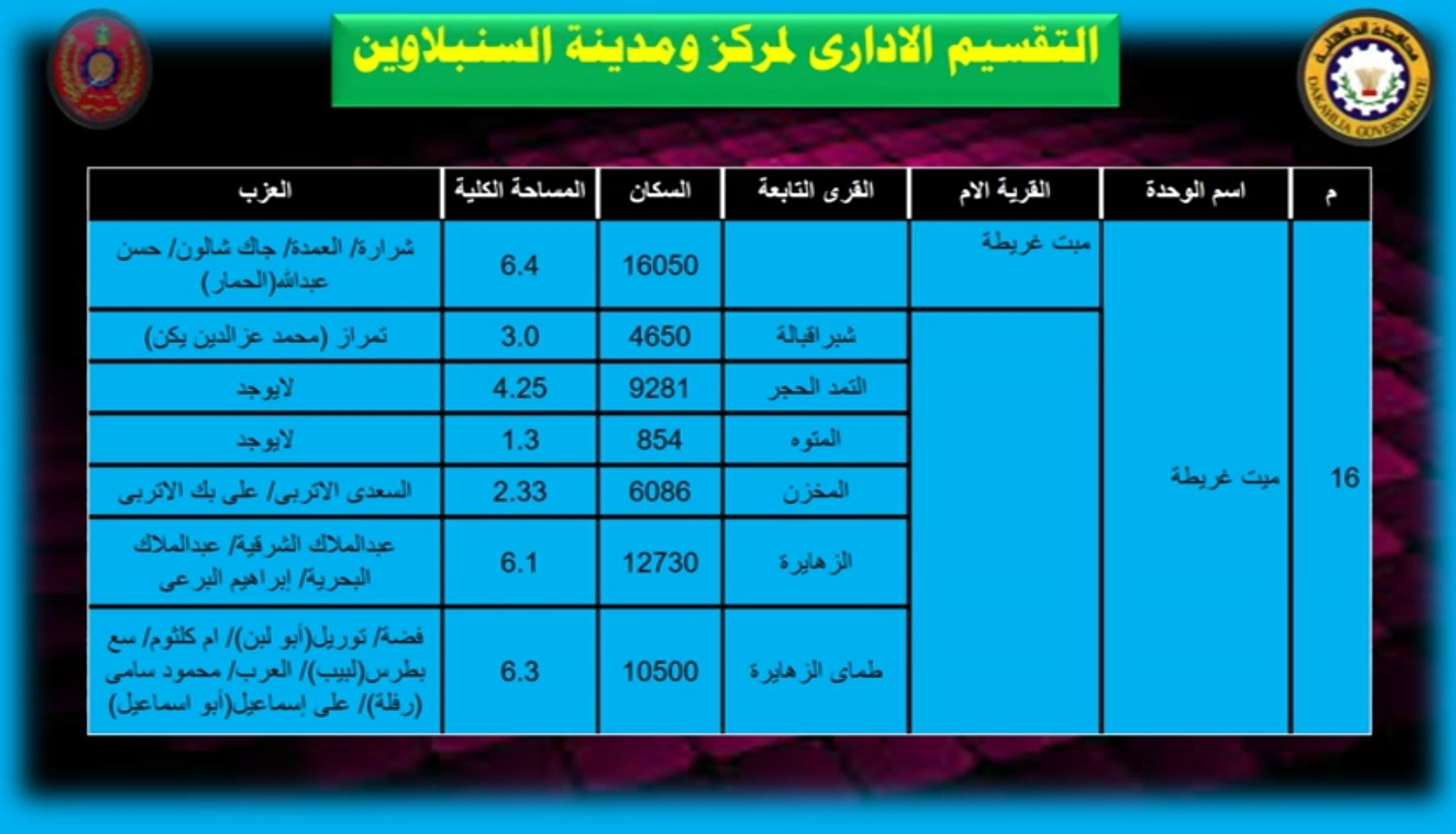
التقسيم الاداري لمركز ومدينة السنبلاوين وحدة ميت غريطة